# Paradoxo da língua codificada
O paradoxo da língua codificada é uma situação em que uma língua impede a comunicação. Como uma questão de Linguística, o paradoxo levanta questões sobre a natureza fundamental dos idiomas. Como tal, o paradoxo é um problema de filosofia da linguagem. 
O termo “paradoxo da língua codificada” foi cunhado em 2001 pelo linguísta para o Códigos Navajos usados para fala durante a Segunda Guerra Mundial. Os “Faladores e Código” são capazes de criar uma língua com inteligibilidade mútua para conversarem uns com os outros, porém totalmente ininteligível para todos que não conheçam o código. Isso faz com que haja um conflito de interesses sem realmente causar na verdade qualquer conflito. No caso dos falantes de código Navajo, nenhum criptoanalista foi capaz de decodificar as mensagens em Navajo, mesmo quando se usaram os métodos mais sofisticados disponíveis. Ao mesmo tempo, os codificadores foram capazes de criptografar e descriptografar mensagens de forma rápida e fácil, traduzindo-os para o Navajo e do Navajo. Assim, o paradoxo da língua codificada se refere a quanto as línguas humanas podem ser tão semelhantes e diferentes ao mesmo tempo: tão semelhantes que  se podem aprender, por exemplo, duas línguas e ganhar a habilidade de traduzir de uma para a outra, mas tão diferentes que, se alguém conhece uma linguagem, mas não conheço outra, nem sempre é possível perceber o significado de um texto ao  analisá-lo ou inferir-lo a partir de outra língua. 
Baker resolve o paradoxo com a teoria da gramática universal. Dentro de gramática universal, há certos parâmetros que são compartilhados por todos os idiomas. Idiomas diferem um do outro em que um determinado parâmetro pode ter configurações diferentes dentre as línguas. O número de combinações possíveis de configurações de parâmetros representa a diversidade de línguas humanas e o fato de que cada cérebro humano está preparado para processar os mesmos parâmetros significa que, para aprender uma nova língua, o cérebro simplesmente se adapta àquilo que já sabe. O cérebro reconhece os parâmetros do primeiro idioma ao qual foi exposto e, quando se processa um idioma diferente, simplesmente se modificam os valores dos parâmetros correspondentes. Daí línguas humanas variam muito de uma para a outra, mas cada ser humano tem a capacidade teórica de aprender, conversar e traduzir (em qualquer sentido) qualquer língua humana.

## ligações externas
- Baker, Mark C. The Atoms of Language: The Mind's Hidden Rules of Grammar. Basic Books, 2001.